# Hippolyte et Aricie
Pour les articles homonymes, voir Hippolyte.
Hippolyte et Aricie, première tragédie lyrique de Jean-Philippe Rameau alors âgé de cinquante ans, fut créée le 1er octobre 1733 à l'Académie royale de musique, quelques mois après sa présentation en concert chez le fermier général Alexandre Jean Joseph Le Riche de La Popelinière, son protecteur et mécène, dont Rameau dirigeait l'orchestre privé.
Le livret de l'abbé Simon-Joseph Pellegrin, inspiré en partie de la Phèdre de Racine, est conforme au schéma des tragédies en musique composées par Lully et Quinault (personnages nombreux, dieux présents sur scène, divertissements choraux et dansés à chaque acte).
L'œuvre comporte, selon la tradition, un prologue et cinq actes. Dès 1733 et, plus encore, lors des reprises de 1742 et 1757, le compositeur, selon son habitude, a procédé à diverses modifications.

## Réception
À sa création en 1733, Hippolyte et Aricie donne lieu à une controverse entre les défenseurs de la tradition lullyste, qui trouvent que l'œuvre a un caractère trop savant, est d'une écriture musicale trop complexe et fait trop de place à l'intensité dramatique, et ceux qui sont séduits par les nouveautés apportées par Rameau (querelle des Lullystes et des Ramistes).
Le succès de l'œuvre a contribué à établir la réputation de Rameau. Selon Hugues Maret, le premier biographe de Rameau, André Campra se serait exclamé : « Il y a dans cet opéra assez de musique pour en faire dix ; cet homme nous éclipsera tous ».
Hippolyte et Aricie fut joué 123 fois entre 1733 et 1767. Il disparut ensuite du répertoire de l'Opéra de Paris mais y revint le 13 mai 1908, sous l'influence de la Schola Cantorum et de Vincent d'Indy, à l'occasion d'un spectacle qui anticipa le retour de Rameau sur la scène musicale française. L’orchestre était placé sous la direction d'André Messager et Paul Vidal. Toutefois, cinq ans plus tôt, l’œuvre avait été reprise à Genève.

## Rôles
| Rôle | Voix                       | Première représentation, 1er octobre 1733 (Chef d'orchestre : François Francœur) |
| --- | -------------------------- | -------------------------------------------------------------------------------- |
| Hippolyte, fils de Thésée | haute-contre               | Denis-François Tribou                                                            |
| Aricie | soprano                    | Marie Pélissier                                                                  |
| Phèdre, épouse de Thésée | mezzo-soprano              | Marie Antier                                                                     |
| Thésée | basse                      | Claude-Louis-Dominique Chassé de Chinais                                         |
| Pluton | baryton                    | Jean Dun "fils"                                                                  |
| Diane | soprano                    | Mlle Eremans                                                                     |
| Œnone, confidente de Phèdre                                                                                                  | soprano                    | Mlle Monville                                                                    |
| Arcas, ami de Thésée | ténor                      | Louis-Antoine Cuvilliers                                                         |
| Mercure | ténor                      | Dumast                                                                           |
| Tisiphone | ténor                      | Louis-Antoine Cuvilliers                                                         |
| L'Amour | haute-contre               | Pierre de Jélyotte                                                               |
| La Grande-Prêtresse, | soprano                    | Mlle Petitpas                                                                    |
| Parques | basse, ténor, haute-contre | Cuignier, Cuvilliers et Jélyotte                                                 |
| Un suivant de l'Amour | ténor                      |                                                                                  |
| Une prêtresse de Diane | soprano                    |                                                                                  |
| Une bergère | soprano                    | Mlle Petitpas                                                                    |
| Une matelote | soprano                    | Mlle Petitpas                                                                    |
| Une chasseresse | soprano                    | Mlle Petitpas                                                                    |
| Esprits souterrains, peuple de Trézène, marins, chasseurs, nymphes de Diane, bergers et bergères, peuple de la forêt (Chœur) |                            |                                                                                  |

## Résumé

### Prologue
Dans la forêt d'Erymanthe, Diane et l'Amour se disputent (duo : « Non, je ne souffrirai pas ») pour savoir qui régnera sur le cœur des habitants des bois. Jupiter apparaît et apaise Diane. La déesse jure de protéger Hippolyte et Aricie.

### Acte I
À Trézène, sur la côte du Péloponnèse. Dans un temple consacré à Diane, Aricie se prépare à prononcer ses vœux (« Temple sacré »). Hippolyte tente de l'en dissuader ; les deux jeunes gens se révèlent leur amour réciproque et prient Diane (« Tu règnes sur nos cœurs »). Phèdre, soupçonnant Aricie d'aimer Hippolyte, ordonne à ses gardes de détruire le temple. Diane apparaît pour protéger les jeunes amoureux. Restée seule avec sa confidente Œnone, Phèdre se laisse aller à sa rage impuissante (« Quoi ! la terre et le ciel »). Un messager annonce que Thésée est descendu aux Enfers. Désormais la reine peut offrir à Hippolyte son cœur et la couronne.

### Acte II
Neptune a promis à son fils Thésée de l'aider à trois reprises. C'est ainsi que Thésée a pu descendre aux Enfers pour secourir son ami Pirithoüs. Cet acte infernal est le plus célèbre de la partition. Le héros s'oppose à la furie Tisiphone (duo : « Contente-toi d'une victime ») puis Pluton apparaît avec toute sa cour infernale. Insensible, le dieu condamne le héros à partager les souffrances de son ami. Mais Mercure vient rappeler au maître des Enfers le serment de Neptune. Pluton accepte de laisser partir Thésée mais ordonne aux Parques de lui révéler son destin. Un trio de voix masculines rend la sentence (« Quelle soudaine horreur !»).

### Acte III
Au palais de Thésée sur le rivage, Phèdre attend Hippolyte pour lui déclarer son amour (« Cruelle mère des amours »). Se croyant haï, le jeune homme lui jure fidélité mais la reine interprète mal ces paroles. Comprenant les sentiments de sa belle-mère, le jeune homme réclame un châtiment divin (« Terribles ennemis »). Retour des enfers, Thésée surgit et croit son fils coupable d'un lâche attentat contre la reine. Troublé, le roi écourte le divertissement offert par ses sujets et réclame à Neptune le sang d'Hippolyte - son troisième vœu : « Puissant maître des flots ».

### Acte IV
Dans un bois consacré à Diane, Hippolyte se lamente (« Ah ! faut-il en un jour »), bientôt rejoint par Aricie. Les deux jeunes gens supplient Diane de bénir leur union. Un divertissement de chasseurs et chasseresses est dispersé par une tempête et un monstre marin surgit. Hippolyte est englouti. Phèdre, en proie aux remords, se juge responsable du drame (« Quelle plainte en ces lieux m'appelle? »).

### Acte V
Thésée ayant appris la vérité de la bouche de Phèdre qui s'est ensuite suicidée, veut se jeter à la mer (« Grands dieux ! ») mais Neptune (basse) l'en empêche et lui révèle qu'Hippolyte a été sauvé par Diane. Le roi est néanmoins condamné à ne jamais le revoir. S'éveillant dans la forêt sur laquelle elle est appelée à régner, Aricie reste inconsolable mais Diane lui annonce l'arrivée d'un héros qui se révèle être Hippolyte (duo : « Que mon sort est digne d'envie »). Les habitants de la forêt célèbrent l'heureux dénouement.

## Sources
- Jean Malignon, Rameau, Paris, Seuil, coll. « Microcosme / Solfèges » (no 18), 1960 (réimpr. 1988), 191 p. (ISBN 2-02-000238-8) pp. 34-47
- Philippe Beaussant (dir.), Rameau de A à Z, Paris, Fayard, mai 1983, 397 p. (ISBN 2-213-01277-6) pp. 173-177
- Christophe Rousset, Jean-Philippe Rameau, Arles, Actes Sud, coll. « Classica », septembre 2007, 1re éd., 176 p. (ISBN 978-2-7427-7076-2) pp. 107-108
- (en) Cuthbert Girdlestone, Jean-Philippe Rameau : His life and work, New York, Dover Publications, coll. « Dover books on music, music history », 1969, 2e éd. (1re éd. 1957), 631 p. (ISBN 0-486-26200-6, lire en ligne) pp. 127-196

## Discographie
Parmi les productions marquantes, signalons celle du tricentenaire de Rameau au Festival d'Aix-en-Provence (juillet 1983), laquelle rassemblait Jessye Norman (Phèdre), Rachel Yakar (Aricie), John Aler (Hippolyte), José Van Dam (Thésée), Jules Bastin (Jupiter, Neptune, Pluton), Jennifer Smith (Diane), Nancy Argenta (la Prêtresse de Diane, la Chasseresse), Jean-Claude Orliac (Tisiphone), Ashley Stafford, Léonard Pezzino et Gilles Cachemaille (les Parques), Enid Hartle (Œnone), le Monteverdi Choir et les English Baroque Soloists sous la direction de John Eliot Gardiner, dans une mise en scène de Pier Luigi Pizzi, ainsi que la version à la fois historique et poétique présentée par le metteur en scène Ivan Alexandre au théâtre du Capitole de Toulouse en mars 2009, avec Allyson McHardy (Phèdre), Anne-Catherine Gillet (Aricie), Frédéric Antoun / Philippe Talbot (Hippolyte), Stéphane Degout (Thésée), Jaël Azzaretti (l'Amour), Jennifer Holloway (Diane), François Lis (Jupiter, Pluton), Jérôme Varnier (Neptune), Aurélia Legay (Grande Prêtresse), Françoise Masset (Œnone) et Marc Mauillon (Arcas), sous la direction d'Emmanuelle Haïm, spectacle retransmis sur France 2 la nuit du 17 au 18 décembre 2013.

### Livret
- Édition originale : Voir jp.rameau.free.fr/hippolyte_et_aricie.htm
- Édition modernisée (pdf 32 pages) : opera-comique.com

### Partitions
- Éditions-musicales/L-Édition-Michaelis-1878-1884 (pdf 334 pages) : petrucci.mus.auth
- Hippolyte et Aricie : partitions libres dans Mutopia.

### Intégrale
- Janet Baker, Angela Hickey, Robert Tear, John Shirley-Quirk, Sylvia Rhys-Thomas, Patricia Blans, Jill Gomez, Rae Woodland, Edgar Fleet, Nigel Rogers, Gerald English, Roger Stalman, Christopher Keyte, St Anthony Singers, English Chamber Orchestra, sous la dir. d'Anthony Lewis (L'Oiseau-Lyre, 1965)
- Carolyn Watkinson, Arleen Augér, Ian Caley, Ulrik Cold, Edda Moser, Anne-Marie Rodde, Jean-Claude Orliac, M. Goldthorpe, Max van Egmond, Chœur de l'English Bach Festival, La Grande Écurie et la Chambre du Roy, sous la dir. de Jean-Claude Malgoire (CBS 1978)
- Bernarda Fink, Véronique Gens, Jean-Paul Fouchécourt, Russell Smythe, Laurent Naouri, Thérèse Feighan, Annick Massis, Florence Katz, Luc Coadou, M. Hall, Monique Simon, Jean-Louis Georgel, K. Okada, S. Van Dyck, Jean-Louis Meunier, Jacques-François Loiseleur des Longchamps, Jérôme Varnier, Ensemble Sagittarius, dirigé par Michel Laplénie, Les Musiciens du Louvre, sous la dir. de Marc Minkowski (Archiv 1994)
- Lorraine Hunt, Anna-Maria Panzarella, Mark Padmore, Laurent Naouri, Nathan Berg, E. James, G. Mechaly, Paul Agnew, Patricia Petibon, Mireille Delunsch, Yann Beuron, K. Karolyi, F. Piolino, D. Le Monnier, Ch. Josey, M. Lécroart, B. Bontoux, ensemble Les Arts Florissants, sous la dir. de William Christie (Erato 1996).
- Sergio Carlevaris (Thésée), Marisu Pavon (Phèdre), Pablo Pollitzer (Hippolyte), Ana Moraitis (Aricie), La Compañia de las Luces, Marcelo Birman (2014)

### Extraits et suites
- Geneviève Moizan, Claudine Verneuil, Raymond Amade, Flore Wend, chœur et orchestre symphonique sous la dir. de Roger Désormière (L'Oiseau-Lyre 1950).
- La Petite Bande, sous la dir. de Sigiswald Kuijken (DHM 1978).
- L'Arpa Festante, sous la dir. de Michi Gaigg (Amati 1993).
- L'hymne à la nuit. Le chœur des Prêtresses de la scène 3 de l'acte 1 est devenu une pièce chorale populaire adaptée par Joseph Noyon pour quatre voix mixtes avec de nouvelles paroles : « O nuit ! viens apporter à la Terre le calme enchantement de ton mystère… » Dans l'opéra, il s'agit du moment où les Prêtresses reprennent en chœur la prière du 2e air de la Grande Prêtresse : « Rendons un éternel hommage à la divinité qui règne sur nos cœurs. » Cette dernière apprend à Aricie qu'un sacrifice est vain, si elle n'est pas sincère : « Mais pour mériter ses faveurs, n'offrons à ces autels que des cœurs sans partage. »